# Сан-Бассано
Сан-Бассано (італ. San Bassano) — муніципалітет в Італії, у регіоні Ломбардія,  провінція Кремона.
Сан-Бассано розташований на відстані близько 440 км на північний захід від Рима, 55 км на південний схід від Мілана, 23 км на північний захід від Кремони.
Населення — 2195 осіб (2014).

## Демографія
Населення за роками:

Станом на 1 січня 2023 року в муніципалітеті офіційно проживало 229 іноземців з 20 країн, серед них 42 громадяни країн Євросоюзу та 1 громадянин України.

## Сусідні муніципалітети
- Каппелла-Кантоне
- Кастеллеоне
- Формігара
- Гомбіто
- Піццигеттоне